# باس (گونه صدا)
باس نام بازه‌ای از صدا در موسیقی و گونه‌ای از صدای بسیار بَم مردان در خوانندگی و اپرا است.

## ویژگی
- صدای باس دارای محدوده صوتی در حدود دو اکتاو است و با «کلید فا» نوشته می‌شود.
- وسعت صدای باس از نت «می» (E2) تا «فا» (F4) است.
- صدای باس دارای تقسیم‌بندی متفاوتی با توجه به طنین و وسعت صوتی دارد مانند: «باس دراماتیک»، «باس کمیک»، «باس-باریتون» و … این تقسیم‌بندی در اپرا و خوانندگی سولو به کار می‌رود.

محدوده صوتی

- در مطالعه هارمونی معمولاً چهار قسمت صدایی مورد استفاده قرار می‌گیرد، به‌نام‌های سوپرانو، آلتو، تِنور و باس.

|  |
|  |
|  |
|  |